# Natriumphosphinat
Natriumphosphinat ist eine anorganische chemische Verbindung aus der Gruppe der Phosphinate, den Salzen der Phosphinsäure.

## Gewinnung und Darstellung
Natriumphosphinat kann durch Reaktion von weißem Phosphor mit Natronlauge gewonnen werden.
{\displaystyle \mathrm {P_{4}+3\ NaOH+3\ H_{2}O\longrightarrow 3\ NaH_{2}PO_{2}+PH_{3}} }
Es kann durch neutralisieren von Phosphinsäure mit Natriumcarbonat oder Umsetzung einer Calciumphosphinatlösung mit Natriumcarbonat hergestellt werden.
Bei der Reaktion in wässrigen Lösungen entsteht das Monohydrat.

## Eigenschaften
Natriumphosphinat ist ein kristalliner weißer Feststoff, der leicht löslich in Wasser ist. Er zersetzt sich bei Erhitzung über 260 °C. In wässriger Lösung zersetzt es sich beim Erhitzen unter Abgabe von selbstentzündlichem Phosphorwasserstoff und Bildung von Dinatriumhydrogenphosphat.
{\displaystyle \mathrm {2\ NaH_{2}PO_{2}\longrightarrow Na_{2}HPO_{4}+PH_{3}} }
Das Hydrat NaH2PO2·{\displaystyle {\tfrac {4}{5}}}H2O hat eine Kristallstruktur mit der Raumgruppe P21/n (Raumgruppen-Nr. 14, Stellung 2).

## Verwendung
Natriumphosphinat wird als Thieles Reagenz zum Selen-Nachweis und früher auch in Tonika verwendet. Im Labor dient es als Reduktionsmittel, zum Beispiel zur Herstellung von Nanopartikeln, besonders aber für die außenstromlose Abscheidung von Phosphor-haltigen Nickelschichten auf Metallen und Kunststoffen oder anderen nichtleitenden Materialien. Natriumphosphinat eignet sich auch zur Abscheidung von Palladium auf Glas.